# Тен Хаве, Виллем
Виллем тен Хаве (нидерл. Willem ten Have, иногда также Гийом тен Хаве, фр. Guillaume; 12 августа 1831, Амстердам — 1924) — французский скрипач и композитор нидерландского происхождения.
Окончил Брюссельскую консерваторию (1850), ученик Шарля де Берио. В дальнейшем в течение нескольких лет гастролировал вместе со своим учителем: три ученика де Берио исполняли скрипичные концерты своего учителя в унисон; гастроли включали в себя Германию, Швецию, Данию, Россию, Италию и Францию. Позднее гастролировал самостоятельно — в частности, в 1858 г. дал концерт в Гётеборге, где его аккомпаниатором выступил Бедржих Сметана.
На протяжении двух с лишним десятилетий жил и работал в Лионе, где родились его дети — пианистка Мадлен тен Хаве (1870—1960) и скрипач Жан тен Хаве (1873—1952). Сын стал его главным учеником, многие дидактические сочинения тен Хаве-старшего были предназначены для обучения сына, а свою самую известную пьесу, Allegro brillante Op.19, он подарил Жану на 14-летие. Помимо педагогической работы основал в городе струнный квартет.
В 1888 году перебрался в Париж, где продолжил выступать как примариус струнного квартета — в конце 1890-х гг. вторую скрипку в квартете стал играть его сын, другими участниками были альтист Луи ван Вафельгем и виолончелист Жюль Дельсар. В 1889 г. принял участие в торжественной инаугурации нового органа в церкви Сен-Жак-дю-О-Па, исполнив пьесы Анри Вьётана и Генрика Венявского вместе с органистом Сезаром Франком.
Автор многочисленных пьес для скрипки, как дидактических, так и салонных, и скрипичного концерта Op. 30 (1895, посвящён Рене Ортмансу), выдержанного скорее в форме фантазии и высоко оценённого современной композитору критикой.
Был также известен как коллекционер скрипок, включая инструмент Джузеппе Гварнери, на котором раньше играл его учитель Берио.